# Unités de base du Système international
Pour des articles plus généraux, voir Unité de mesure et Système international d'unités.

Relations entre les sept unités de bases du Système international d'unités (SI). En sens horaire à partir du haut, on retrouve :
s : seconde (temps)
kg : kilogramme (masse)
mol : mole (quantité de matière)
cd : candela (intensité lumineuse)
K : kelvin (température)
A : ampère (intensité électrique)
m : mètre (longueur)

Les unités de base du Système international sont les sept unités de mesure indépendantes (ou unités fondamentales) du Système international à partir desquelles sont obtenues par analyse dimensionnelle toutes les autres unités, dites unités dérivées.
Ces unités sont supposées indépendantes dans la mesure où elles permettent de mesurer des grandeurs physiques indépendantes. Cependant, la définition d'une unité peut faire appel à celle d'autres unités.

## Définitions
Les définitions des unités de base du  Système international  utilisent des phénomènes physiques reproductibles.
Seul le kilogramme était encore défini par rapport à un objet matériel susceptible de s'altérer, mais cette particularité a pris fin le 20 mai 2019, à la suite d'une décision prise en novembre 2018 par la Conférence générale des poids et mesures de redéfinir les unités de mesure du système SI,.
| Grandeur physique           | Symbole de la grandeur          | Symbole de la dimension | Nom de l'unité | Symbole de l'unité | Description |
| --------------------------- | ------------------------------- | ----------------------- | -------------- | ------------------ | --- |
| Longueur                    | {\displaystyle l,\;x,\;r}, etc. | L                       | mètre          | m                  | Le mètre « est défini en prenant la valeur numérique fixée de la vitesse de la lumière dans le vide, c, égale à 299 792 458 lorsqu’elle est exprimée en m/s, la seconde étant définie en fonction de ∆νCs ». Avant le 20 mai 2019, le mètre était « la longueur du trajet parcouru dans le vide par la lumière pendant une durée de 1/299 792 458 de seconde ». Historiquement, la première définition officielle et pratique du mètre, en 1791, établit sa longueur comme égale à la dix millionième partie du quart du méridien terrestre au sens astronomique, c'est-à-dire la circonférence de la Terre. Le calcul exact du quart de méridien a été effectué ensuite par triangulation. La commission Talleyrand de 1790 a proposé une mesure de longueur décimale basée sur la pendule battant la seconde, mais n'a pas été retenue. |
| Masse                       | m                               | M                       | kilogramme     | kg                 | Le kilogramme « est défini en prenant la valeur numérique de la constante de Planck, h, fixée à 6,626 070 15 × 10−34 J s (ou kg m2 s−1), le mètre et la seconde étant définis en fonction de c et ∆νCs ». Avant le 20 mai 2019, le kilogramme était la masse du prototype international du kilogramme. Ce dernier, composé d'un alliage de platine et d'iridium (90 %/10 %), est conservé au Bureau international des poids et mesures à Sèvres, en France. Historiquement, le kilogramme (à l'origine nommé grave) était défini comme étant la masse d'un décimètre cube (dm3) d'eau, soit un litre d'eau. Le gramme était, lui, défini comme la masse d’un centimètre cube d’eau à la température de 4 °C, qui correspond à un maximum de masse volumique[réf. nécessaire].                                                             |
| Temps, durée                | t                               | T                       | seconde        | s                  | La seconde « est définie en prenant la valeur numérique fixée de la fréquence du césium, ∆νCs, la fréquence de la transition hyperfine de l’état fondamental de l’atome de césium 133 non perturbé, égale à 9 192 631 770 lorsqu’elle est exprimée en Hz, unité égale à s−1 ». Avant le 20 mai 2019, la seconde était « la durée de 9 192 631 770 périodes de la radiation correspondant à la transition entre les deux niveaux hyperfins de l'état fondamental de l'atome de césium 133 » à la température du zéro absolu. La seconde était à l'origine définie à partir de la durée du jour terrestre, divisé en 24 heures de 60 minutes, chacune d'entre elles durant 60 secondes (soit 86 400 secondes pour une journée). |
| Courant électrique          | {\displaystyle I,\;i}           | I                       | ampère         | A                  | L'ampère « est défini en fixant la valeur numérique de la charge élémentaire e égale à 1,602 176 634 × 10−19 quand elle est exprimée en C, unité égale à A s, la seconde étant définie en fonction de ∆νCs ». Avant le 20 mai 2019, l'ampère était « l'intensité d'un courant constant qui, maintenu dans deux conducteurs parallèles, rectilignes, de longueur infinie, de section circulaire négligeable et placés à une distance de un mètre l'un de l'autre dans le vide produirait entre ces conducteurs une force égale à 2 × 10−7 newton par mètre de longueur ». |
| Température thermodynamique | T                               | Θ (thêta)               | kelvin         | K                  | Le kelvin « est défini en prenant la valeur numérique fixée de la constante de Boltzmann, k, égale à 1,380 649 × 10−23 lorsqu’elle est exprimée en J K−1, unité égale à kg m2 s−2 K−1, le kilogramme, le mètre et la seconde étant définis en fonction de h, c et ∆νCs ». Avant le 20 mai 2019, le kelvin était « la fraction 1/273,16 de la température thermodynamique du point triple de l'eau ». |
| Quantité de matière         | n                               | N                       | mole           | mol                | « Une mole contient exactement 6,022 140 76 × 1023 entités élémentaires. » Ce nombre d'entités élémentaires est appelé nombre d'Avogadro. Avant le 20 mai 2019, la mole était « la quantité de matière d'un système contenant autant d'entités élémentaires qu'il y a d'atomes dans 0,012 kilogramme de carbone 12 ». « Lorsque l'on emploie la mole, les entités élémentaires doivent être spécifiées et peuvent être des atomes, des molécules, des ions, des électrons, d'autres particules ou des groupements spécifiés de telles particules. » |
| Intensité lumineuse         | {\displaystyle I_{\nu }}        | J                       | candela        | cd                 | La candela « est définie en prenant la valeur numérique fixée de l'efficacité lumineuse d'un rayonnement monochromatique de fréquence 540 × 1012 Hz, {\displaystyle K_{\mathrm {cd} }}, égale à 683 lorsqu’elle est exprimée en lm W−1, unité égale à cd sr W−1 ou cd sr kg−1 m−2 s3, le kilogramme, le mètre et la seconde étant définis en fonction de h, c et ∆νCs ». Avant le 20 mai 2019, la candela était « l'intensité lumineuse, dans une direction donnée, d'une source qui émet un rayonnement monochromatique de fréquence 540 × 1012 hertz et dont l'intensité énergétique dans cette direction est 1/683 watt par stéradian ». |

## Historique
Historiquement, les unités fondamentales étaient fondées sur des phénomènes naturels (fraction du jour solaire terrestre moyen pour la seconde, oscillation d'un pendule, puis dix-millionième partie du quart du méridien astronomique pour le mètre, etc.). Néanmoins, ces mesures n’étaient pas facilement transportables ou reproductibles et il est apparu qu'elles n’étaient pas définies de manière suffisamment précise.
Aujourd'hui, certaines unités fondamentales utilisent d'autres définitions, parfois via des unités dérivées (l'ampère est défini en se référant au mètre et au newton). Les unités fondamentales ne sont donc plus stricto sensu indépendantes les unes des autres, mais ce sont les grandeurs physiques qu'elles permettent de mesurer qui le sont.
Le système international est l'héritier du système MKSA (mètre-kilogramme-seconde-ampère) adopté en 1946 qui, comme son nom l'indique, était fondé sur quatre unités indépendantes. Le kelvin et la candela s'y rajoutent en 1954, puis la mole en 1971.
Les unités de base du Système international ont toutes été redéfinies lors de la 26e conférence générale des poids et mesures (13-16 novembre 2018, à Versailles), à partir de sept constantes physiques dont la valeur exacte a été fixée définitivement. Cette réforme est entrée en vigueur le 20 mai 2019,,. Les nouvelles constantes sont :
- la fréquence de la transition hyperfine de l’état fondamental de l’atome de césium 133 non perturbé, {\displaystyle \Delta \nu _{\mathrm {Cs} }}, est égale à 9 192 631 770 Hz ;
- la vitesse de la lumière dans le vide, c, est égale à 299 792 458 m/s ;
- la constante de Planck, h, est égale à 6,626 070 15 × 10−34 J s ;
- la charge élémentaire, e, est égale à 1,602 176 634 × 10−19 C ;
- la constante de Boltzmann, k, est égale à 1,380 649 × 10−23 J/K ;
- la constante d’Avogadro, {\displaystyle N_{\mathrm {A} }}, est égale à 6,022 140 76 × 1023 mol−1 ;
- l’efficacité lumineuse d’un rayonnement monochromatique de fréquence 540 × 1012 Hz, {\displaystyle K_{\mathrm {cd} }}, est égale à 683 lm/W ;

où les unités hertz, joule, coulomb, lumen et watt, qui ont respectivement pour symbole Hz, J, C, lm et W, sont reliées aux unités seconde, mètre, kilogramme, ampère, kelvin, mole et candela, qui ont respectivement pour symbole s, m, kg, A, K, mol et cd, selon les relations Hz = s−1 , J = m2 kg s−2 , C = A s, lm = cd m2 m−2 = cd sr, et W = m2 kg s−3,.